# Vologases I van Armenië
Vologases I (Armeens: Վաղարշ Ա), in de literatuur vaak aangeduid als Valarsh I, was koning van Armenië van 117 tot ongeveer 140/144.

## Leven

### Opmaat naar het koningschap
Het decennium voorafgaand aan de regering van Valarsh was zeer onrustig. De machtsstrijd tussen de Parthische troonpretendenten Osroes I en Vologases III leidde in 113-114 n.Chr. tot diverse ingrepen met betrekking tot de Armeense troon. Dit riep het ongenoegen op van de Romeinse keizer Trajanus, die dit aangreep als casus belli en Armenië inlijfde bij het Romeinse Rijk, waarvan het van 115-117 n.Chr. de provincia Armenia vormde. Dit riep echter veel weerstand op bij de Armeense bevolking en in 116 besloot Trajanus het bestuur over een deel van Armenië aan Valarsh over te laten, de zoon van een eerdere Armeense koning. Toen na Trajanus' dood de nieuwe keizer Hadrianus besloot de provincie op te geven, erkende hij Valarsh als koning van Armenië.

### Regering
Omdat er over deze periode van de Armeense geschiedenis nauwelijks betrouwbare historische bronnen bewaard gebleven zijn, is over de regering van Valarsh niet veel bekend. David Lang neemt aan dat deze koning Valarsh de stichter is van Vagharshapat, dat lange tijd de hoofdstad van Armenië was, maar volgens Mack Chahin moet dit worden toegeschreven aan de latere koning Valarsh II. Wel blijkt uit Cassius Dio dat tijdens de inval van de Alanen, omstreeks 134-136, Valarsh nog steeds aan de macht was. Op grond van de koningenlijst van Moses van Chorene wordt het einde van de regering van Valarsh op ongeveer 140-144 gesteld.

## Familie
De koningen van Armenië in deze periode waren afkomstig uit de Parthische koningsdynastie van de Arsaciden. Omdat Cassius Dio vermeldt dat Valarsh een zoon was van Sinaatruces, die eerder (vermoedelijk omstreeks 75 n.Chr. of omstreeks 100 n.Chr.) koning van Armenië was geweest, lijkt de Armeense koning Valarsh onderscheiden te moeten worden van zijn naamgenoot Vologases III die in dezelfde periode koning van de Parthen was (zij het niet onbetwist).